# Kurt Jensen (datalog)
 For alternative betydninger, se Kurt Jensen. (Se også artikler, som begynder med Kurt Jensen)
Kurt Jensen er professor og tidligere institutleder på Institut for Datalogi (Aarhus Universitet).
 Der er for få eller ingen kildehenvisninger i denne artikel, hvilket er et problem. Du kan hjælpe ved at angive troværdige kilder til de påstande, som fremføres i artiklen.